# Acanthaclisis curvispura
Acanthaclisis curvispura är en insektsart som beskrevs av Krivokhatsky 1990. Acanthaclisis curvispura ingår i släktet Acanthaclisis och familjen myrlejonsländor. Inga underarter finns listade i Catalogue of Life.